# العلاقات المارشالية الجورجية
العلاقات المارشالية الجورجية هي العلاقات الثنائية التي تجمع بين جزر مارشال وجورجيا.

## مقارنة بين البلدين
هذه مقارنة عامة ومرجعية للدولتين:
| وجه المقارنة                                              | جزر مارشال                     | جورجيا                          |
| --------------------------------------------------------- | ------------------------------ | ------------------------------- |
| المساحة (كم2)                                             | 181                            | 69.70 ألف                       |
| عدد السكان (نسمة)                                         | 53.13 ألف                      | 3.72 مليون                      |
| الكثافة السكانية (ن./كم²)                                 | 29.35 ألف                      | 53.37                           |
| العاصمة                                                   | ماجورو                         | تبليسي، كوتايسي                 |
| اللغة الرسمية                                             | لغة إنجليزية، اللغة المارشالية | اللغة الجورجية، اللغة الأبخازية |
| العملة                                                    | دولار أمريكي                   | لاري جورجي                      |
| الناتج المحلي الإجمالي (بليون دولار)                      | 199.40 مليون                   | 15.16 مليار                     |
| الناتج المحلي الإجمالي (تعادل القوة الشرائية) بليون دولار | 207.25 مليون                   | 35.68 مليار                     |
| الناتج المحلي الإجمالي الاسمي للفرد دولار أمريكي          | 3.38 ألف                       | 3.79 ألف                        |
| الناتج المحلي الإجمالي للفرد دولار أمريكي                 | 3.80 ألف                       |                                 |
| مؤشر التنمية البشرية                                      |                                | 0.754                           |
| رمز المكالمات الدولي                                      | +692                           | +995                            |
| رمز الإنترنت                                              | .mh                            | .ge، .გე ‏                       |
| المنطقة الزمنية                                           | ت ع م+12:00                    | ت ع م+04:00                     |

## منظمات دولية مشتركة
يشترك البلدان في عضوية مجموعة من المنظمات الدولية، منها:
| علم المنظمة | اسم المنظمة                   | تاريخ انضمام جزر مارشال | تاريخ انضمام جورجيا |
| ----------- | ----------------------------- | ----------------------- | ------------------- |
|             | يونسكو                        | 30 يونيو 1995           | 7 أكتوبر 1992       |
|             | الاتحاد الدولي للاتصالات      | 22 فبراير 1996          | 7 يناير 1993        |
|             | الأمم المتحدة                 | 17 سبتمبر 1991          | 31 يوليو 1992       |
|             | مؤسسة التمويل الدولية         | 23 سبتمبر 1992          | 29 يونيو 1995       |
|             | البنك الدولي للإنشاء والتعمير | 21 مايو 1992            | 7 أغسطس 1992        |
|             | مؤسسة التنمية الدولية         | 19 يناير 1993           | 31 أغسطس 1993       |

## وصلات خارجية
- موقع وزارة الخارجية الجورجية